# Nordrupøster Sogn
Nordrupøster Sogn 

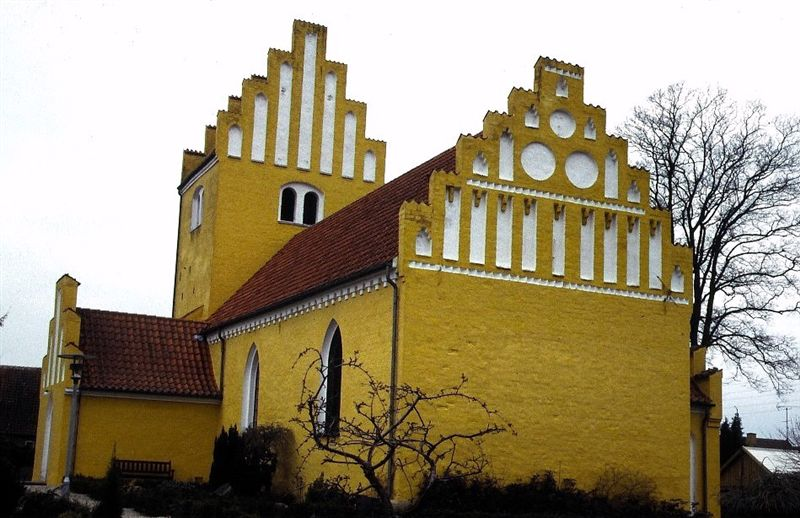
Nordrup Kirke

ist eine Kirchspielsgemeinde (dän.: Sogn)
auf der Insel Sjælland im südlichen Dänemark.
Bis 1970 gehörte sie zur Harde Ringsted Herred im damaligen Sorø Amt, danach zur Ringsted Kommune im Vestsjællands Amt, die im Zuge der  Kommunalreform zum 1. Januar 2007 Teil der Region Sjælland geworden ist.
Im Kirchspiel leben 662 Einwohner, davon 298 im Kirchdorf Nordrup (Stand: 1. Januar 2023).
Im Kirchspiel liegt die Kirche „Nordrup Kirke“.
Nachbargemeinden sind im Süden Ørslev Sogn und Farendløse Sogn, im Nordwesten Ringsted Sogn und im Norden Kværkeby Sogn, ferner in der westlich benachbarten Køge Kommune Gørslev Sogn.